# PKP EN57 sorozat

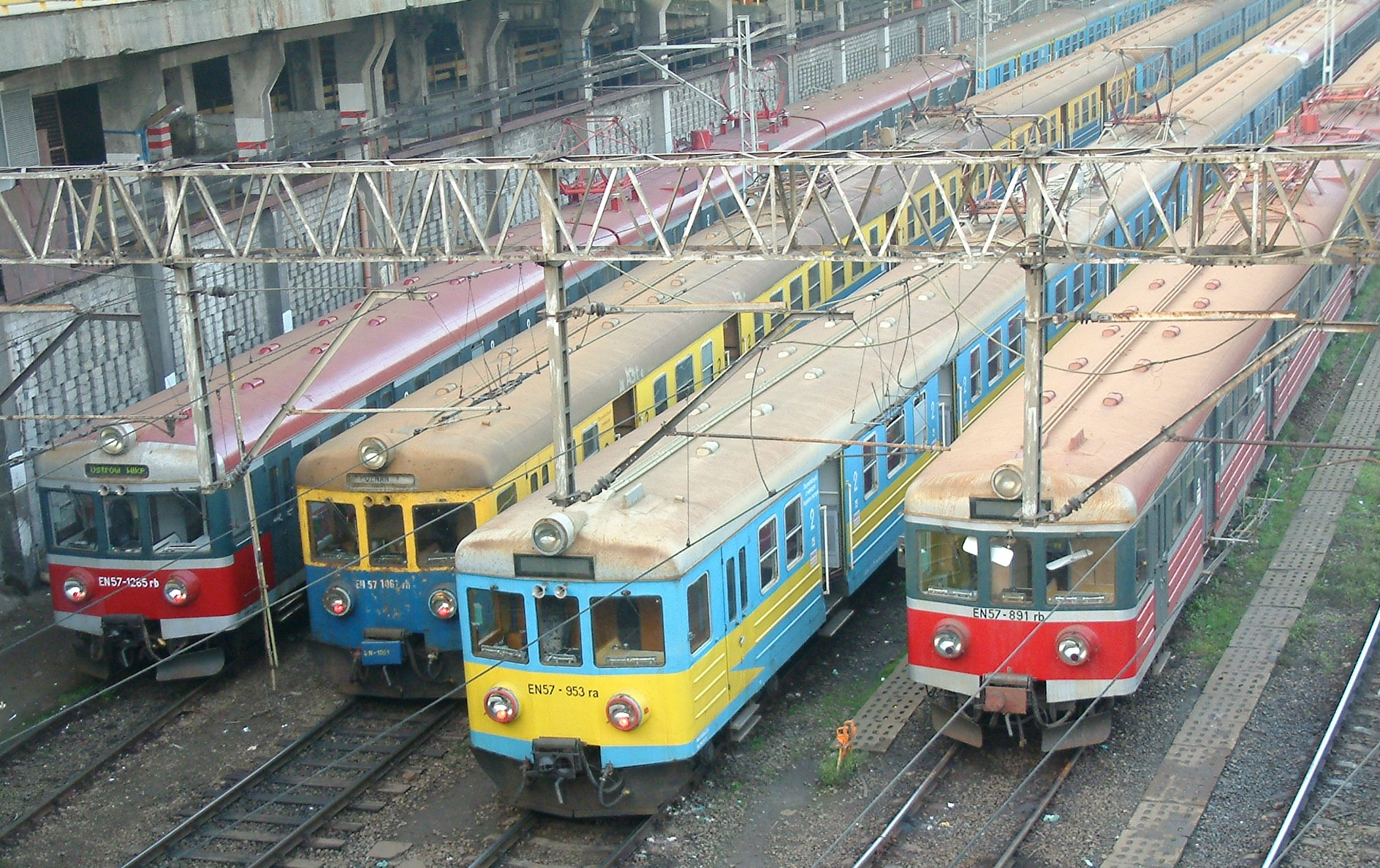
Különböző színű PKP EN57 motorvonatok

A PKP EN57 sorozat- (Kibel) egy lengyel 3000 V DC áramrendszerű villamosmotorvonat-sorozat. Az alacsony padlómagasságú motorvonatokat a wrocławi Állami Vagongyár (PaFaWag) vállalat 1961–1993 között gyártotta, összesen 1429 darab készült belőle. A PKP-n kívül még a HŽ, mint HŽ 6011 sorozat és az SŽ, mint SŽ 311 sorozat üzemelteti őket.

## Története
A regionális közlekedésre tervezett EN57 sorozat a korábbi EW55 sorozaton alapult. Az EW55 volt az első Lengyelországban gyártott villamos motorvonat, amely 100%-ban hazai alkatrészekből készült. Ezeket a wrocławi Pafawag gyár építette.
A gyártás 1962-ben kezdődött és 1993-ban fejeződött be, 1412 darabot gyártottak, amelyek többsége még mindig üzemben van. Úgy vélik, hogy ez a sorozat volt a világ leghosszabb gyártási periódusa a villamos motorvonatok esetében. Az első egységek első osztályú fülkékkel rendelkeztek, de a 602-es számtól kezdve már csak másodosztályú egységeket gyártottak. A nagyon hosszú gyártási időszak miatt a sorozat egyes gyártási időszakok között változott. Az 1113-as számig hullámos oldalú és három szélvédővel rendelkező egységek, az 1114-1825-ös számú egységek lapos oldalúak és három szélvédővel rendelkeznek, míg az 1900-as számtól 1953-ig lapos oldalúak és két szélvédővel rendelkező egységek az EW58 sorozatra hasonlítanak.
Több tűz és baleset következtében a 201-206-os számú egységeket a korábban megsemmisült egységek megmaradt kocsijaiból állították össze. 2006 óta a Przewozy Regionalne az Európai Unió támogatásával több egységet korszerűsített. A változtatások az egységek megjelenését érintik, a végeket áttervezték. A belső teret is megváltoztatták. A mechanikus és elektromos berendezések nagyrészt változatlanok maradtak. A módosított egységeket 2001-től kezdődően új számozással látták el.
Az EN71, ED72 és ED73 sorozat az EN57 sorozaton alapultak. A Szybka Kolej Miejska, amely a Hármasváros területén közlekedik, ezeket a motorvonatokat használja, és szintén korszerűsítette őket, főként a belső teret.